# Абагська мова
Аба́гська мо́ва (англ. Abaga language) — одна з папуаських мов Папуа-Нової Гвінеї. Належить до транс-новогвінейських мов. Поширена в Східногірській провінції, в районі Горока. Практично мертва мова. Носіями мови були папуаси племені абагів (вабаги; в 1975 році — 1200 осіб, в 2011 році — 150 осіб; з них в 1994 році рідною говорили лише п'ятеро літніх людей). Має багато запозичень з каманоської і бенабенської мов, якими переважно говорять сучасні абаги.

## Назви
- Абагська мова, Абага, або Абаґа (англ. Abaga language)[1]
- Вабагська мова, Вабага, або Вабаґа (англ. Wagaba language)[1]

## Класифікація
Згідно з Ethnologue:
1. Транс-новогвінейські мови
  1. Мадангські мови
    1. Калам-кобонські мови
      1. Абагська мова